# Kate Isabel Campbell
Dame Kate Isabel Campbell (22 de abril de 1899 — 12 de julio de 1986) fue una médica y pediatra. Descubrió que la ceguera en niños prematuros podía estar causada por concentraciones altas de oxígeno, lo cual indujo  cambios del tratamiento.

## Biografía

### Familia
Nació en Hawthorn, Melbourne con su padre escocés Donald Campbell, empleado, y su mujer, Janet Duncan (nacida Mill) una maestra escolar. Kate fue la tercera de cuatro hermanos.

### Educación
A pesar de la ocupación de los padres en una buena educación, la baja situación financiera de la familia significó que sus dos hermanos mayores dejaran la escuela prematuramente. Ella concurrió al Manningtree Road Escuela Primaria, con una Beca de Gobierno del Programa Joven de la Methodist Ladies University, Melbourne. Más tarde en 1917, otra Beca de Gobierno Sr la habilitó continuar estudios más lejanos en la Universidad de Melbourne. Campbell completó el MBBS en 1922 y su MD en 1924. Se graduó de la Escuela médica.

### Carrera
Después de graduarse de su MBBS (1922), al lado de la Dr. Jean Macnamara, fue admitida en la residencia en el Real Melbourne Hospital. En el hospital, las residentes mujeres estaban habitualmente inhibidas en sus responsabilidades por ser restringidos a menos casos críticos y siendo excluidos de responsabilidades en casos graves. Campbell y Macnamara decidieron que necesitaban más experiencia y exposición a niño y a salud maternal y se decidió concurrir al Hospital Real de Niños donde fueron de los primeros y pocos médicos residentes mujeres. Aun así, inicialmente el Hospital de Niños carecía de instalaciones necesarias para acomodar mujeres.
Debido a discriminación de género en su sitio de trabajo, Campbell dimitió y devino en la primera pediatra honoraria en el Hospital Real de Mujeres, Melbourne de 1924 a 1927 donde fue Agente Médica Residente.
En 1927, Campbell estableció su práctica médica general propia en Essendon, Melbourne. Trabajó allí una década. Coincidiendo con su práctica médica general,  trabajó estrechamente con el Dr. Vera Scantlebury Brown quién introducía aspectos de bienestar de niño en Australia. Campbell y Brown completaron sus doctorados de Medicina (1924) en la Universidad de Melbourne. Cuando Brown visitó Nueva Zelanda para investigar los métodos de cuidado de niño del Dr..Truby King, Campbell había pensado en la formación de enfermeros pediatras que Brown era responsable. Y así se inició la Asociación con los Centros de Salud Pediátricos de Victoria. A través de su función de agente médica, sus responsabilidades eran visitar centros por todas partes de Victoria y actuar como examinadora para el Certificado de Bienestar de Niño Estatal. Campbell y Brown escribieron el libro Una Guía al Cuidado del Bebé (1947), quedando como referencia estándar para enfermeras religiosas pediátricas hasta 1972.
A pesar del sexismo y discriminación contra mujeres ellas buscaban carreras médicas, Campbell fue nombrada como "pediatra honoraria" del Hospital Reina Victoria en 1926, dimitiendo de la función en 1965.
De 1929 a 1965, además de las responsabilidades de Campbell como agente médica, fue nombrada la primera conferenciante clínica en la Universidad de Melbourne en pediatría, especializándose medicina neonatal. A través de sus conferencias educó multitud de futuros facultativos.
En 1965, completó la posición de Asesor Pediátrica en el Hospital Reina Victoria, hasta su retiro en 1979.

## Estudios y descubrimientos
Janet McCalman, historiadora australiana, la describe con "sensibilidad clínica, curiosidad epidemiológica y meticulosa"; calidades traducidas en evolucionar en investigaciones en cuidado intensivo neonatal y una gama de avances importantes en medicina de bebés.
Su búsqueda dirigió a la creación de varios informes, algunos del cual considerando: control de infección, alimentación neonatal, ictericia neonatal en niños prematuros, electrólito y tolerancia fluida en bebés y también los efectos de trauma en entrega. A través de todas estas investigaciones y búsqueda,  devino en especialista en enfermedades de los niños.
La mayor contribución de Campbell fue, en 1951, en establecer y probar que el oxígeno terapéutico sobrante les producía retrolental fibroplasia - condicionando a ceguera en criaturas prematuras.

## Honores
Por sus contribuciones al bienestar de niños, se le otorgó:
- Comandante del Orden del Imperio británico (CBE) (1 de enero de 1954)[2]
- Coganadora con Norman Gregg, otorgado por la Enciclopedia Britannica el premio a medicina (1964).[3]
- De la Universidad de Melbourne, un doctorado ad honorem de Leyes (LLD). (1966) También otorgado al Dr. Jean Macnamara. Primera vez que la universidad otorgaba ese grado a mujeres no de la realeza.[7]
- Nombrada Dama Comandante Orden del Imperio británico (DBE) (1 de enero de 1971).[3]

## Afiliaciones
- Honorary Socio (1961) de la Universidad Real de Obstetras y Ginecólogos.
- Primera presidenta mujer (1965–66) de la Asociaicón Pediátrica de Australia.
- Miembro del Lyceum Club.[3]

## Muerte
Dame Kate Isabel Campbell se retiró en 1979 y murió el 12 de julio de 1986, a los 87 años, después de una enfermedad larga, en Camberwell, Melbourne y fue cremada. Nunca se casó.

## Legado
- La Beca de Kate Campbell[9]
- El personal del Hospital Real de Mujeres y personal del departamento de Obstetricia y Ginecología de la Universidad dieron £500 en 1961 para el Premio Kate Campbell en Pediatría Neonatal. Esto se otorgaba al estudiante médico del último año, por excelencia en el tema.[7]